# 池田市立石橋中学校
池田市立石橋中学校（いけだしりつ いしばしちゅうがっこう）は、大阪府池田市にある公立中学校。
地域の生徒数の増加に伴う近隣中学校の過密化の解消のため、池田市立北豊島中学校と池田市立渋谷中学校の校区の一部を分離再編して、1978年に新設開校した。

## 沿革
- 1977年 - 既存の中学校の過密化解消のため、新中学校の建設計画が具体化。
  - 8月30日 - 池田市議会で校舎建設を議決。同年9月より工事を開始。
  - 11月24日 - 池田市教育委員会の定例会により、校名を池田市立石橋中学校に決定。
- 1978年
  - 4月1日 - 現在地に開校。1年生のみで開校。
  - 10月4日 - 開校記念式典を実施。この日を創立記念日とする。
- 1984年6月7日 - 大阪府教育委員会より、環境緑化の実践で表彰を受ける。
- 1985年11月4日 - 文部省より、体育研究校として表彰を受ける。
- 1997年
  - 4月 - 大阪府教育委員会より、生徒指導の研究校に指定される。
  - 5月 - スクールカウンセラー設置。

## 通学区域
- 石橋1 - 4丁目、井口堂1 - 3丁目、旭丘1 - 3丁目、住吉1丁目1番・6 - 13番（市道東畑住吉線で区分される東側区域）、住吉2丁目4 - 13番（市道東畑住吉線及び府道中央環状線で区分される東側及び南側区域）、空港1丁目・2丁目、天神1丁目（北豊島小学校を卒業した者を除く）、鉢塚3丁目（緑丘小学校を卒業した者を除く）[1]。

## 出身者
- 中西悠子 - 元競泳選手
- 越智ゆらの - ファッションモデル・女優

## 交通
- 阪急宝塚線 石橋阪大前駅から徒歩約10分。